# Wairakei

La rivière Wairakei  ou Wairakei Stream (en anglais : Wairakei River) est un cours d’eau de la région de Waikato dans l’Île du Nord de la Nouvelle-Zélande.

## Géographie
Elle s’écoule vers le sud-est pour rencontrer le fleuve Waikato, ce qu’elle fait au niveau de la ville de Wairakei, à 10 kilomètres au nord de la ville de Taupo. L’installation géothermique de Wairakei Power Station Centrale géothermique de Wairakei est à proximité mais l’eau de la centrale n’est en principe pas rejetée dans la rivière.